# سعید نیک‌پور
سعید نیک‌پور (زاده ۳۱ فروردین ۱۳۲۴) بازیگر و کارگردان اهل ایران است. برجسته‌ترین آثار او بازی در مجموعه امیرکبیر (۱۳۶۴) در نقش امیرکبیر و مجموعه تلویزیونی در چشم باد (۱۳۸۷) در نقش  «میرزا حسن ایرانی» است.

## زندگی
سعید نیک‌پور در سال ۱۳۲۴ در شهر ری متولد شد. اولین کار حرفه‌ای او در زمینهٔ تئاتر بازی در نمایشنامهٔ آنتیگون در سال ۱۳۴۳ بود. وی در فیلم‌های سینمایی نظیر سوته‌دلان، روز واقعه و سریال‌های تلویزیونی همچون سلطان صاحبقران، رعنا، امیرکبیر، در چشم باد و فیلم‌ها و سریال‌های دیگر بازی کرده‌است.
در زمستان سال ۱۳۴۳ به همراه علی حاتمی وارد دانشکده هنرهای دراماتیک شد و با افرادی از جمله محمد علی کشاورز و هوشنگ بهشتی آشنا شدند. وی اولین کار خود را در از طریق شبکه ۳ در نمایشنامه‌ای به نام در راه کاردیف به کارگردانی ابراهیم آملی و تهیه کندگی حسین ترابی بازی کرد. در سال ۱۳۴۶ در نمایشنامهٔ آنتیگون به کارگردانی رکن‌الدین خسروی و با شرکت محمد علی کشاورز و ثریا قاسمی بازی کرد. در زمستان سال ۱۳۴۸ با بازی در نمایشنامه برما به کارگردانی پری صابری در تالار رودکی تهران بازی کرد. پس از پایان خدمت سربازی با دعوت علی حاتمی در سریال تلویزیونی سلطان صاحبقران در نقش میرزا رضا کرمانی بازی کرد.
نمایشنامه انگل‌ها اٍر ماکسیم گورکی توسط گروه انجمن تئاتر ایران به کارگردانی ناصر رحمانی نژاد که در شهر رشت اجرا شد بازی کرد. در سال ۱۳۵۴ در فیلم سوته دلان به دعوت علی حاتمی بازی کرد که این فیلم در جشنواره فیلم تهران در سال ۱۳۵۵ جایزه بهترین فیلم را دریافت کرد و پس از آن در سال ۱۳۵۶ در فیلم سایه‌های بلند باد به کارگردانیی بهمن فرمان آرا به ایفای نقش پرداخت. پس از انقلاب طرح بزرگ قرن سرنوشت که ساخت سریال‌هایی در مورد تاریخ معاصر ایران بود و شروع آن از جنگ‌های ایران و روس و پایان آن انقلاب ۱۳۵۷ بود به تولید تلویزیون پیشنهاد کرد که تصویب شد در دهه ۱۳۶۰ سه قسمت از این طرح با عنوان‌های شاه شکار، امیر کبیر و وزیر مختار ساخته پخش شد.
در اواخر دهه ۱۳۶۰ با بازی در سریال رعنا نوشته و کارگردان داوود میر باقری و ادامه آن بازی در مجموعه امام علی در نقش عمار یاسر به کارگردانی داود میر باقری ادامه به کار داد. وی در سریال تاریخی معمای شاه در نقش دکتر احمد وزیری به ایفای نقش پرداخت.

## فیلم‌شناسی

### سینمایی
- سوته‌دلان -۱۳۵۶
- سایه‌های بلند باد - ۱۳۵۷
- روز واقعه - ۱۳۷۳
- آخرین مرحله - ۱۳۷۴
- مسافر ری - ۱۳۷۹

در نقش|داعی کبیر
- وعده دیدار - ۱۳۸۲
- شهر آشوب - ۱۳۸۴
- خدا نزدیک است - ۱۳۸۵
- زندگی خصوصی - ۱۳۹۰
- پرسه در شهر لاجوردی - ۱۳۹۳

### تلویزیونی
- ایراندخت (مجموعه تلویزیونی) (۱۳۹۷، محمدرضا ورزی)
- ستارخان (مجموعه تلویزیونی) (۱۳۹۶، محمدرضا ورزی)
- معمای شاه (۱۳۹۴، محمدرضا ورزی)
- پرده‌نشین (۱۳۹۳، بهروز شعیبی)
- نیلی‌تر از مهتاب (۱۳۹۳–۱۳۹۲، محسن یوسفی)
- مرد نقره‌ای (۱۳۹۱، کاظم معصومی)
- تله‌فیلم «قباله» (۱۳۹۰)
- خانهٔ بی‌پرنده (۱۳۸۹، کاظم معصومی)
- عمارت فرنگی (۱۳۸۸، محمدرضا ورزی) در نقش «محمدعلی فروغی»
- سرزمین مادری (۱۳۹۶-۱۳۸۷، کمال تبریزی) در نقش «ابراهیم ازنا»
- آینه‌های نشکن (۱۳۸۷)
- تله‌فیلم «دهخدا» (۱۳۸۶)
- شهریار (۱۳۸۶) در نقش «ملک الشعرا»
- در چشم باد (۱۳۸۷-۱۳۸۲، مسعود جعفری جوزانی)
- پرده عشق (۱۳۸۲)
- معصومیت از دست رفته (۱۳۸۲، داود میرباقری) در نقش «هانی بن عروه»
- آبی مثل دریا (۱۳۸۱، ابوالقاسم معارفی)
- پلیس جوان (۱۳۸۰) در نقش «وثوق»
- امام علی (۱۳۷۵) در نقش «عمار یاسر»
- وزیر مختار (۱۳۷۰) کارگردان
- رعنا (۱۳۶۹–۱۳۶۷)
- امیرکبیر (۱۳۶۴) در نقش «امیرکبیر» و همچنین کارگردان سریال
- شاه‌شکار (۱۳۶۲) درنقش «میرزا رضای کرمانی» و همچنین نویسنده و کارگردان سریال
- سلطان صاحبقران (۱۳۵۴)

### تئاتر
- آنتیگون